# Бекдален
Бекдален (нидерл. Beekdaelen) — община в провинции Лимбург (Нидерланды).

## История
Община была образована 1 января 2019 года слиянием трёх общин: Нют, Ондербанкен и Схиннен.

## Состав
Община состоит из следующих населенных пунктов (в скобках указана бывшая община, частью которой до 2019 года был НП)
- Амстенраде (Схиннен)
- Бингелраде (Ондербанкен)
- Дунраде (Схиннен)
- Хюлсберг (Нют)
- Ябек (Ондербанкен)
- Меркелбек (Ондербанкен)
- Нют (Нют)
- Оирсбек (Схиннен)
- Пют (Схиннен)
- Схиммерт (Нют)
- Схиннен (Схиннен)
- Схинфелд (Ондербанкен)
- Свейхёйзен (Схиннен)
- Васраде (Нют)
- Вейнандсраде (Нют)

## География
Территория общины занимает 78,49 км². На 1 августа 2020 года в общине проживало 35 916 человек.